# 유부섬

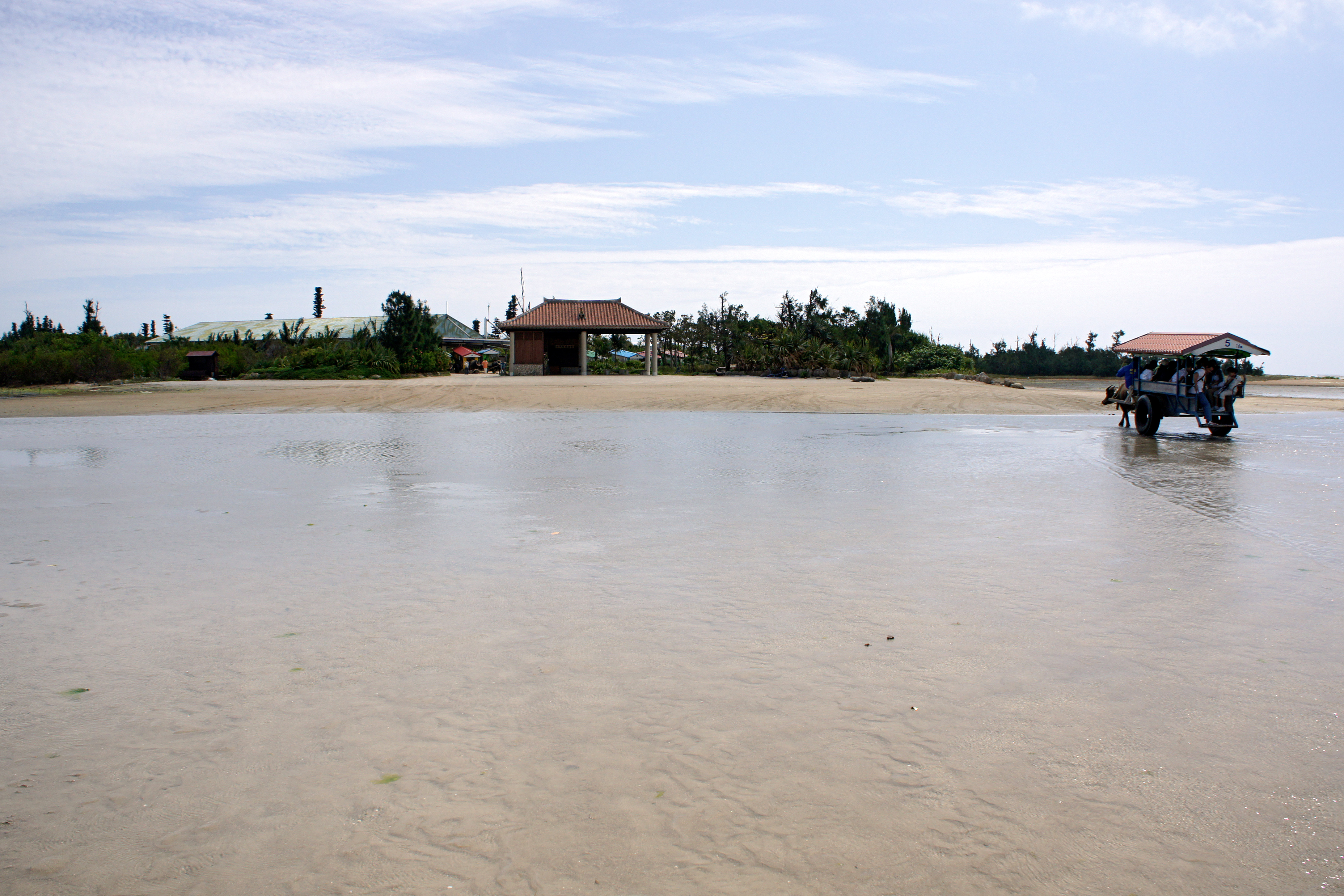

유부섬(由布島)은 일본 야에야마 제도의 섬들 중 하나이다. 이리오모테섬과 매우 가까이 위치해 있어 거의 붙어 있다. 이 섬 동쪽에는 고하마섬이 위치하여 있다. 수많은 산호초가 형성되어 있다.

## 같이 보기
- 이리오모테섬
- 고하마섬
- 하토마섬
- 야에야마 제도